# Mohácsi Attila (színművész)
Mohácsi Attila (Budapest, 1976. augusztus 21. –) magyar színművész.

## Életpályája
1994-1998 között a Nemzeti Színiakadémia tanulója volt. 1998-2022 között a Győri Nemzeti Színház színésze volt.

## Fontosabb színházi szerepei

### Győri Nemzeti Színház
- Carlo Goldoniː Mirandolina – Második szolga
- Marc Norman – Tom Stoppard – Lee Hall: Szerelmes Shakespeare – Tilney
- Ödön von Horváthː A végítélet napja – Ügyész asszisztens/ Rendőrbiztos
- Mark Twain: Tom Sawyer kalandjai – Indián Joe
- Jávori Ferenc Fegya – Miklós Tibor – Kállai István – Böhm György: Menyasszonytánc – Rabbi
- Sylvester Lévay – Michael Kunze: Elisabeth – Hübner gróf
- David Seidler: A király beszéde – Stanley Baldwin, brit miniszterelnök
- Huszka Jenő- Bakonyi Károly- Martos Ferenc: Bob herceg – Hadnagy
- John Steinbeck: Egerek és emberek – White
- Carlo Goldoni: Két úr szolgája – Silvio
- Szörényi Levente – Bródy János: István, a király – Bese
- Georges Feydeau: Bolha a fülbe – Étienne
- Kszel Attila: Szemben a nappal – Nicola Perlin, elítélt, hadmérnök, Hardegg barátja
- Presser-Sztevanovity-Horváth: A padlás – Herceg, finomlelkű szellem, 560 éves
- Ábrahám – Löhner-Beda – Grünwald: Bál a Savoyban – Celestin Fourmint, ügyvéd
- Egressy Zoltán: Édes életek – Pap
- Boris Pasternak: Doktor Zsivágó – Állomásfőnök
- Woody Allen: Semmi pánik! – Kilroy, követségi titkár
- Beatles.hu
- Ilf-Petrov: Tizenkét szék – Árverési kikiáltó – rovatvezető
- Tolsztoj: Anna Karenina – Korszunszkij bálrendező
- Shakespeare: Vízkereszt, vagy bánom is én – Pap
- Kosztolányi-Harag: Édes Anna – Markovits, munkaközvetítő
- Rice-Webber: Jézus Krisztus szupersztár – Júdás, Péter
- Benny Andersson – Björn Ulvaeus – Tim Rice: Sakk – Bíró
- Móricz Zsigmond: Úri muri – Kudora
- Bakonyi Gábor – Szirmai Albert – Gábor Andor: Mágnás Miska – Cigány
- Egressy Zoltán: Június – Beteg 2, Újságos
- Frank Wildhorn- Leslie Bricusse: Jekyll & Hyde- Lord Savage/ Spider
- Nan Knighton- Frank Wildhorn: A Vörös Pimpernel- Armand St. Just
- Bernstein: West Side Story – Pepe
- Fenyő-Novai: Hotel Menthol – Bringa
- MacDermot: Hair – Hud
- 8 óra munka...
- MacDermot: Veronai fiúk – Thurio
- Stein-Bock-Harnick: Hegedűs a háztetőn – Mendel
- Schönberg: Miss Saigon – Thuy
- Webber musical gála
- Zágon-Nóti: Hyppolit, a lakáj – Tóbiás
- Fényeken túl – musical gála
- Pitchford-Bobbie-Snow: Rongyláb (Footloose) – Bickley
- Fényes-Harmath: Maya – Rudi
- Kander-Ebb-Fosse: Chicago – Amos (Mr.Celofán)
- Fenyő-Tasnádi: Made in Hungária – Kisnyírő
- Az első 10... – önálló est
- Kipling-Dés-Geszti: A dzsungel könyve – Csil
- Webber: Evita – Magaldi

### Sopron
- Szigorú Táncórák Bambinival Prágában – Jirko

### Leányfalui Szekérszínház
- Kocsonya Mihály házassága – Kocsonya Mihály
- Tornyos Péter – Lőrinc
- Jártas köteles vőlegény – címszerep
- TAGIONE Alapítvány

### Csengery Színháza
- A valóságtól az emberi boldogságig – főszerep

## Filmes és televíziós szerepei
- Hacktion: Újratöltve (2013)
- Jóban Rosszban (2015) ...Vincze Gábor